# Krzysztof Krauze

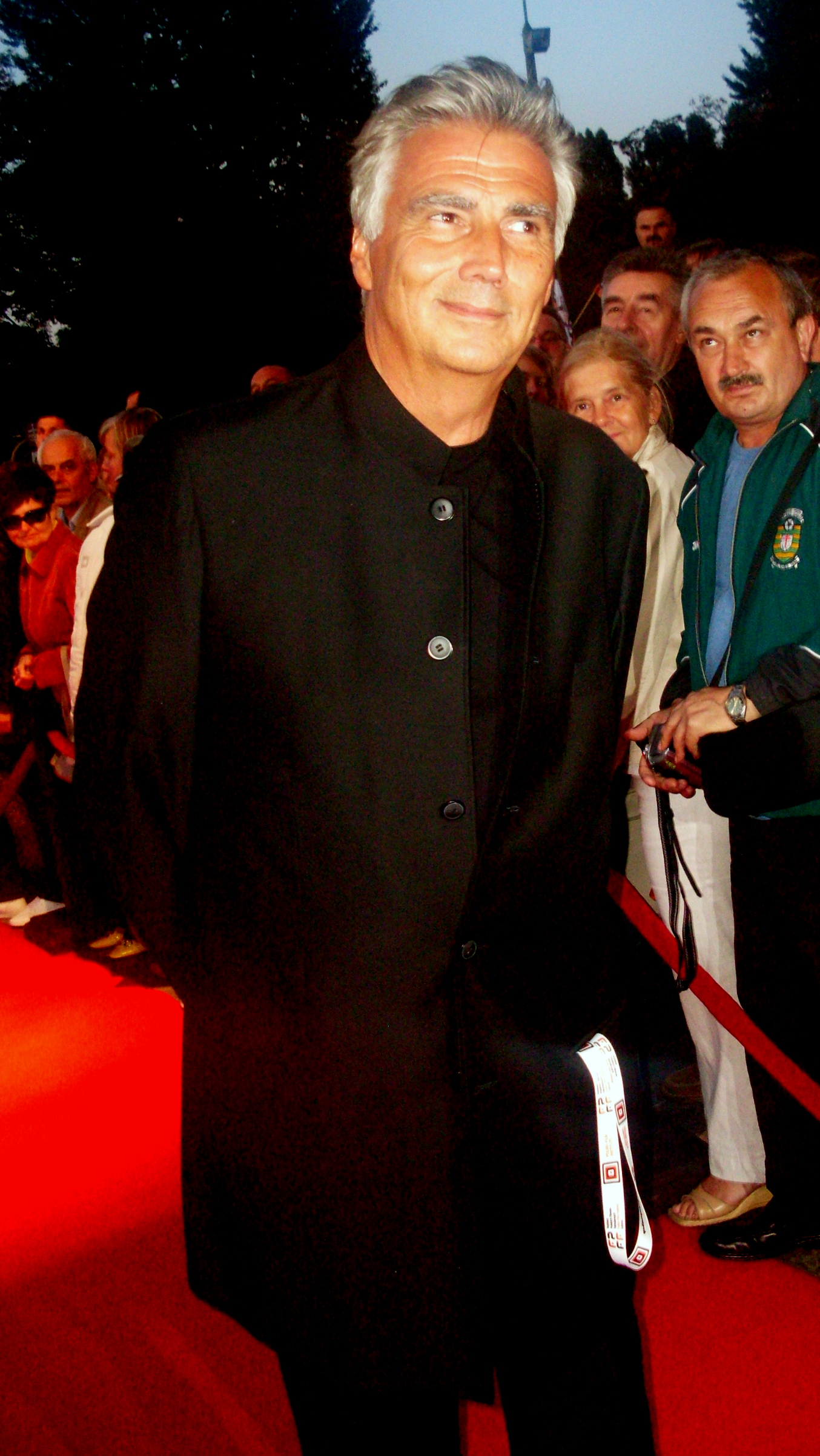
Krzysztof Krauze (2009)

Krzysztof Krauze (* 2. April 1953 in Warschau; † 24. Dezember 2014 ebenda) war ein polnischer Filmregisseur und Drehbuchautor.

## Leben
Der Sohn der polnischen Schauspielerin Krystyna Karkowska schloss 1976 an der Staatlichen Filmhochschule in Łódź ein Studium der Kameraregie ab und drehte zunächst als Filmregisseur in den 1980er Jahren Kurzfilme. Ab 1988 drehte Krauze sechs Kinofilme, die alle mit nationalen und internationalen Preisen ausgezeichnet wurden. Sein größter Erfolg war der Gewinn des Hauptpreises beim Internationalen Filmfestival in Karlovy Vary 2005 für seinen Film Mein Nikifor.
Große Beachtung in Polen fand sein Film Die Schuld, der die wahre Begebenheit eines Mordes zweier junger Geschäftsmänner an einem Erpresser beinhaltet. Die beiden jungen Männer wurden mit lebenslanger Haft bestraft und sein Film sorgte dafür, dass in Polen eine breite Diskussion über ihre Amnestie geführt wurde. Aufgrund dieses engagierten Filmes erhielt Krauze den wichtigen Kulturpreis Paszport Polityki des politischen Wochenmagazins Polityka. Der Film gewann außerdem alle wichtigen Filmpreise der Jahre 1999 und 2000, unter anderem den Goldenen Löwen beim Polnischen Filmfestival in Gdynia und den Polnischen Filmpreis in den Kategorien Beste Regie und Bestes Drehbuch.
Nach Mein Nikifor (2004) mit Krystyna Feldman in der Titelrolle des gleichnamigen Malers (1895–1968) stellte Krauze 2006 gemeinsam mit seiner Ehefrau Joanna Kos-Krauze den Film Plac Zbawiciela fertig, der auf dem gleichnamigen Platz in Warschau spielt. Das Drama stellt eine kleinbürgerliche Warschauer Familie in den Mittelpunkt, die an der Arbeitslosigkeit des Ehemannes und den daraus resultierenden finanziellen und zwischenmenschlichen Problemen zerbricht. Der Film wurde von Kritikern, Psychologen und Soziologen als einfühlsames Gesellschaftsporträt gelobt und brachte Krauze erneut den Goldenen Löwen von Gdynia und den Polnischen Filmpreis ein.
Krauze starb im Dezember 2014 im Alter von 61 Jahren an den Folgen von Prostatakrebs.

## Filmografie (Auswahl)
| Erscheinungsjahr | Filmtitel                     | Originaltitel           | Darsteller (Auswahl)                             |
| ---------------- | ----------------------------- | ----------------------- | ------------------------------------------------ |
| 1988             | New York, 4 Uhr morgens       | Nowy Jork, czwarta rano | Anna Wojton, Janusz Józefowicz                   |
| 1996             | Gry uliczne                   | Gry uliczne             | Redbad Klynstra, Robert Gonera                   |
| 1999             | Die Schuld                    | Dług                    | Robert Gonera, Jacek Borcuch, Andrzej Chyra      |
| 2004             | Mein Nikifor                  | Mój Nikifor             | Krystyna Feldman                                 |
| 2006             | Plac Zbawiciela               | Plac Zbawiciela         | Jowita Budnik, Arkadiusz Janiczek                |
| 2013             | Papusza – Die Poetin der Roma | Papusza                 | Jowita Budnik, Zbigniew Waleryś, Antoni Pawlicki |